# International Darts Open 2015
De International Darts Open 2015 was de vijfde van negen European Tour-evenementen van de PDC Pro Tour 2015. Het toernooi werd gehouden van 19 tot en met 21 juni in Riesa. Michael Smith won in de finale van de Nederlander Benito van de Pas met 6-3.

## Prijzengeld
Het totale prijzengeld is ten opzichte van de voorgaande edities met £15.000 verhoogd en bedraagt £115.000.
| Plaats (aantal spelers) | Plaats (aantal spelers) | Prijzengeld (Totaal: £115.000) |
| ----------------------- | ----------------------- | ------------------------------ |
| Winnaar                 | (1)                     | £25,000                        |
| Runner-up               | (1)                     | £10,000                        |
| Halvefinalist           | (2)                     | £5,000                         |
| Kwartfinalist           | (4)                     | £3,500                         |
| Laatste 16              | (8)                     | £2,000                         |
| Laatste 32              | (16)                    | £1,500                         |
| Eerste ronde            | (16)                    | £1,000                         |

## Gekwalificeerde spelers
| PDC ProTour Order of Merit (1–16) 1. Michael van Gerwen 2. Peter Wright 3. Michael Smith 4. Brendan Dolan 5. Simon Whitlock 6. Vincent van der Voort 7. Ian White 8. Mervyn King 9. Justin Pipe 10. Robert Thornton 11. Terry Jenkins 12. Kim Huybrechts 13. Dave Chisnall 14. Steve Beaton 15. Jamie Caven 16. Benito van de Pas | UK Qualifier - Stephen Bunting - Ken MacNeil - John Henderson - Jamie Robinson - Matt Clark - Dean Winstanley - Matthew Edgar - Jamie Lewis - Mark Barilli - Mark Webster - Mark Walsh - Darren Webster - William O'Connor - James Wilson - Daryl Gurney - Eddie Dootson - Kevin McDine - Adam Hunt - Michael Mansell - Johnny Clayton | European Qualifier - Christian Kist - Mensur Suljović - Cristo Reyes - Mike de Decker - Rowby-John Rodriguez - Antonio Alcinas - Robert Marijanović - Jeffrey de Zwaan Host Nation Qualifier - Max Hopp - Jyhan Artut - Daniel Zygla - Tomas Seyler |

2015 · 
2016 · 
2017 ·
2018 ·
2019 ·
2020 ·
2021 ·
2022 ·
2023 ·
2024
2004 · 2005 · 2006 · 2007 · 2008 · 2009 · 2010 · 2011 · 2012 · 2013 · 2014 · 2015 · 2016 · 2017 · 2018 · 2019 · 2020 · 2021 · 2022 · 2023 · 2024 · 2025
German Darts Championship · 
Gibraltar Darts Trophy ·  
German Darts Masters · 
Dutch Darts Masters · 
International Darts Open · 
European Darts Open · 
European Darts Trophy ·
European Darts Matchplay · 
European Darts Grand Prix ·